# Фара (Пескара)
Фара (итал. Fara) је насеље у Италији у округу Пескара, региону Абруцо.
Према процени из 2011. у насељу је живело 86 становника. Насеље се налази на надморској висини од 154 м.